# Jorf Lasfar
Pour les articles homonymes, voir Jorf.
Jorf Lasfar est un port marocain en eau profonde à vocation minéralière, énergétique et diverse. Il est le premier et le plus grand port minéralier de l'Afrique. Il se trouve à proximité du cap Blanc, au sud, à 17 km environ de la ville d'El Jadida, et s'ouvre sur l'océan Atlantique dans une position stratégique.

## Positionnement et activités
Ouvert au commerce international depuis 1982, le port de Jorf Lasfar constitue l'un des maillons de l'infrastructure portuaire du Maroc. Il est situé à 17 km au sud de la ville d'El Jadida, à 110 km au sud-ouest de Casablanca et à 130 km au nord-est de Safi.
Le port est desservi par une liaison d'infrastructures importantes : 
- Route régionale 301 reliant El Jadida et Safi via le port Jorf Lasfar et Oualidia
- Route régionale 316 assurant la liaison entre le port et la route nationale N1
- Voie ferroviaire
- Connexion autoroutière (l’extension de l'autoroute A1 entre El Jadida et Safi mise en service en 2016)

Le port de Jorf Lasfar, outre sa vocation première de transit des produits phosphatiers et conventionnels, se trouve dans une région (région de Doukkala) qui se distingue par ses richesses agroalimentaires, touristiques et potentialités industrielles.
Il dispose de capacités nautiques lui permettant d'accueillir des navires de port en lourd de 120 000 tonnes.
Traitant actuellement près de 12 millions de tonnes, le port de Jorf Lasfar est conçu pour répondre à un trafic maritime de plus de 25 millions de tonnes grâce à ses infrastructures, à son outillage et au développement des complexes phosphatiers et thermique et d'une zone industrielle.
En 2012, les groupes Archirodon, OCP et ONE ont investi $240 millions pour réaménager la zone industrielle de Jorf Lasfar et redynamiser son activité industrielle et portuaire.

## Infrastructures portuaires
- Un plan d’eau de 200 ha protégé par une digue principale de 3 100 m et une digue transversale de 1 250 m ;
- Des terre-pleins d’une superficie de 110 ha ;
- Un linéaire de quais extensible avec des postes d’accostage allant jusqu’à 420 m et un tirant d’eau de 16 m, permettant de recevoir des navires de 120 000 tonnes ;
- Capacité de traitement du trafic : 25 000 000 tonnes ;
- Magasins couverts : 6 600 m2 ;

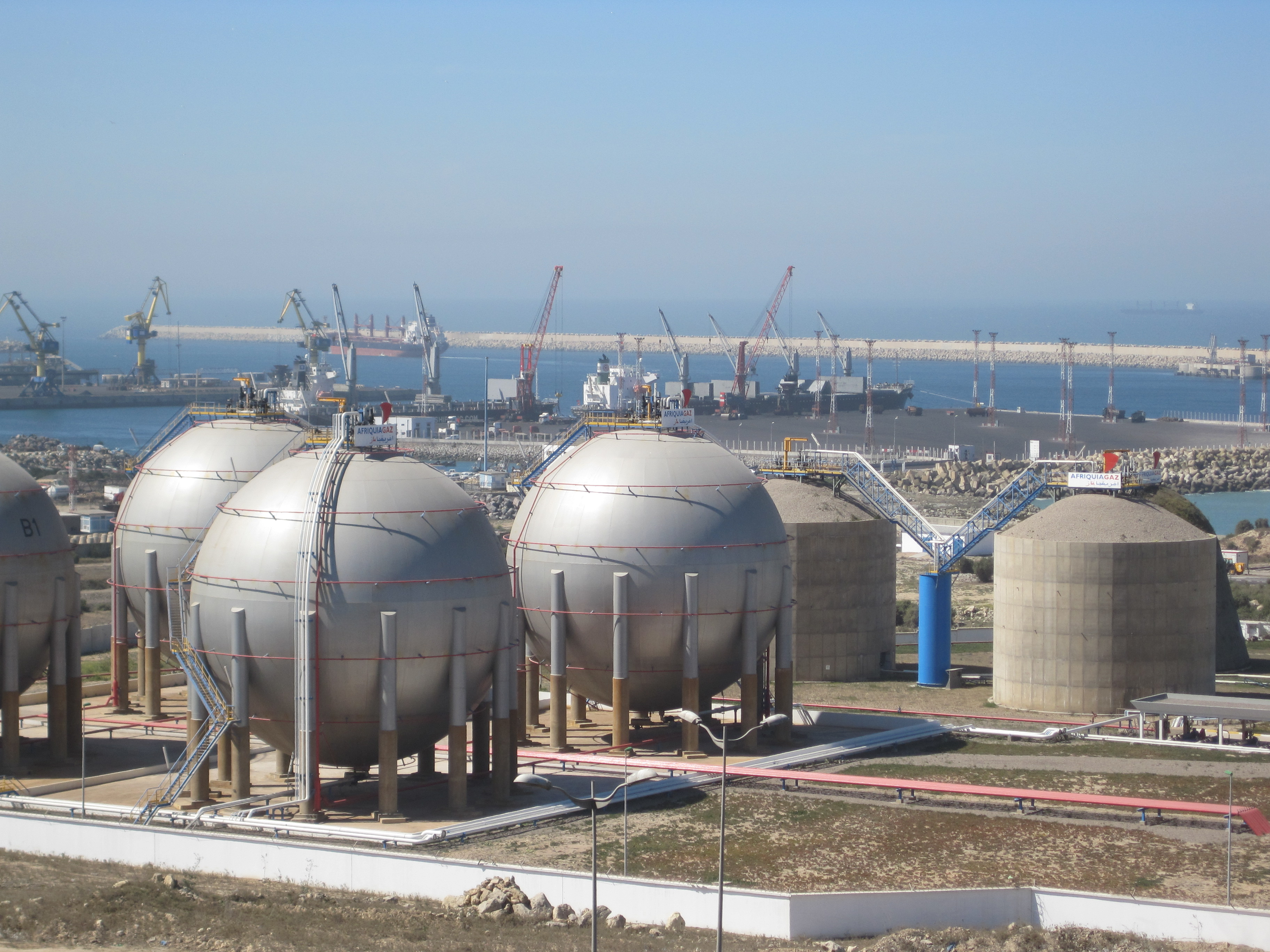
Terminal de stockage de gaz

- Entrepôts frigorifiques : 1 200 m2 ;
- Hangar de soufre : 5 760 m2.

## Zone industrielle
Le parc industriel de Jorf Lasfar et le premier du genre au Maroc avec 500 ha destinés aux industries de première catégorie (les industries lourdes comme la métallurgie, la chimie, para-chimie et la logistique industrielle).
Ce parc industriel qui a nécessité une enveloppe budgétaire de plus de 1,2 milliard de Dirhams, crée 200 unités industrielles voir 50 mille emplois, et draine un investissement de 14 milliards de Dirhams.
Lancé en 2007 pour renforcer le dynamisme, l'attractivité et la compétitivité de la région de Doukkala, le parc est réalisé entre les ministères marocains de l'industrie, de l'économie et des finances, de l'intérieur et la société MEDZ (filiale de CDG développement, caisse marocaine de dépôt et de gestion) responsable de l'aménagement, de la promotion, de la commercialisation et de la gestion du parc.

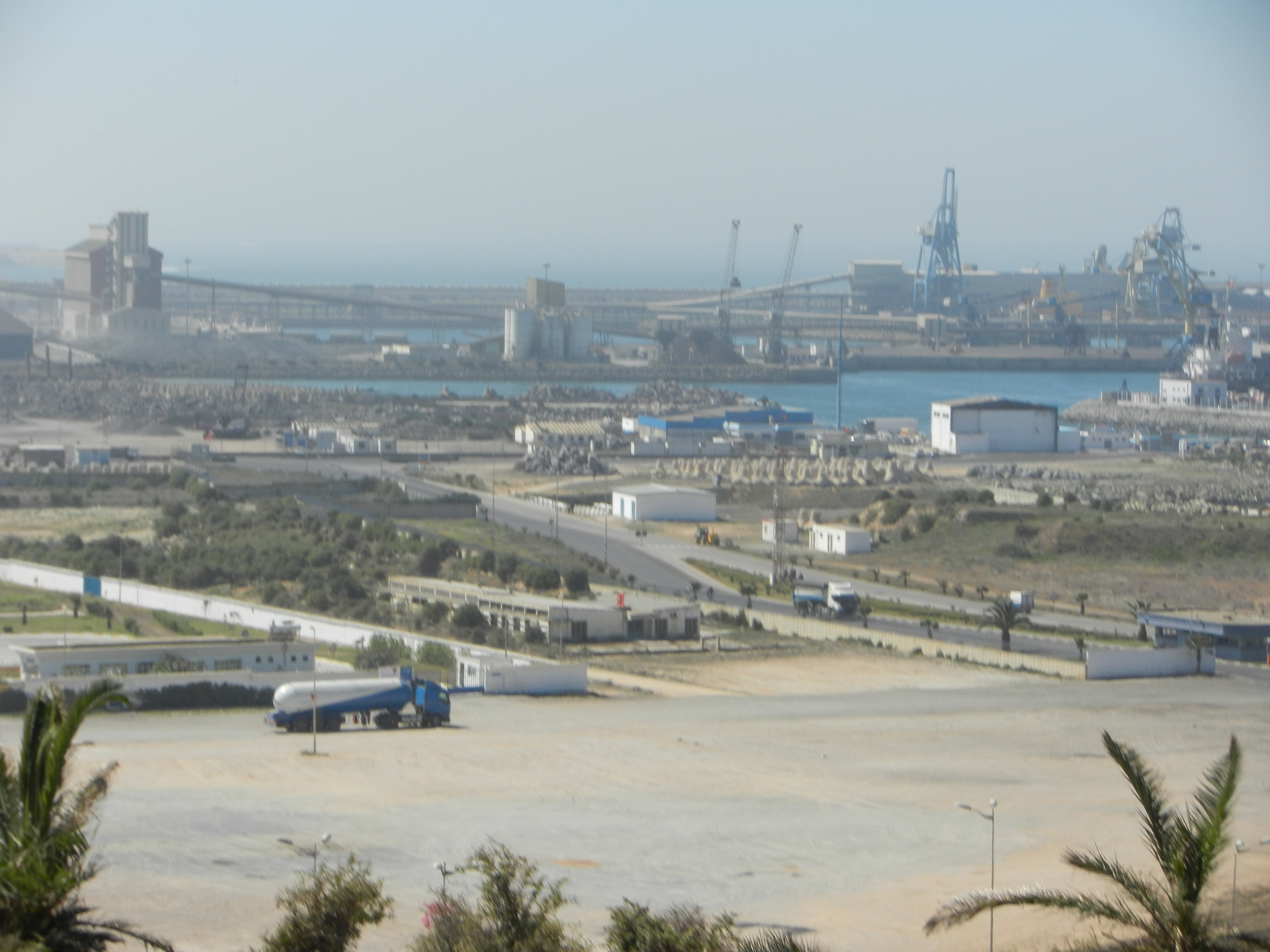
Le port

Ce parc de la nouvelle génération, équipé selon les standards et normes internationaux, est conçu sur une superficie de 500 ha qui vont offrir 250 lots, dont 83 pour la grande industrie, 62 pour les PME/PMI, et 105 pour les équipements.
Cette importante infrastructure a séduit plusieurs groupes de renommée nationale et internationale qui ont décidé de s'implanter dans la région, à l'instar du groupe sud-coréen Daewoo Engineering Construction CO qui a investi en 2010 l'équivalent de 13 milliards de Dirhams pour le compte de Jorf Lasfar energy Company (JLEC). Le projet de ce groupe, chargé de l'adjonction de 2 nouvelles unités de production électrique d'une puissance de 700 MW au niveau de la centrale thermique JLEC de Jorf Lasfar ce qui va générer 4000 emplois directs à moyen terme.
Un important groupe industriel turc est implanté également dans la région, il s'agit de la société Tekfen qui entreprend la réalisation de 2 usines de fertilisants à Jorf Lasfar pour le compte de l'OCP sur la base d'un contrat de 170 millions de Dollars, d'où la génération de 2000 emplois, relevant par la même occasion que le groupe OCP a décidé de déplacer 2 importantes unités de Khouribga (205 km de Rabat) vers le parc de Jorf Lasfar.
En 2024, le Maroc a franchi une étape stratégique dans le développement de son industrie des technologies vertes avec l’inauguration, à Jorf Lasfar, de la première unité de production de matériaux pour batteries lithium-ion par la société COBCO. Ce projet, déployé sur plus de 200 hectares, constitue la première plateforme industrielle hors d’Asie dédiée à la fabrication de précurseurs de cathodes NMC (Nickel-Manganèse-Cobalt), composants essentiels des batteries pour véhicules électriques. Avec une capacité initiale de 40 000 tonnes par an, cette installation marque la naissance d’un écosystème industriel national orienté vers la mobilité électrique et le stockage d’énergie, renforçant ainsi la position du Maroc dans la transition énergétique mondiale.